# Інкерман
Інкерма́н (крим. İnkerman, «печерна фортеця»; Каламіта, Інкірма, в 1976—1991 — Білокам'янськ) — місто в Україні, в Бахчисарайському районі Автономної Республіки Крим. До вересня 2023 року підпорядковувалося Севастопольській міській раді.
Розташоване при впадінні річки Чорної у Севастопольську бухту. Східне передмістя Севастополя. Населення 12 тис. осіб (2014).

## Опис

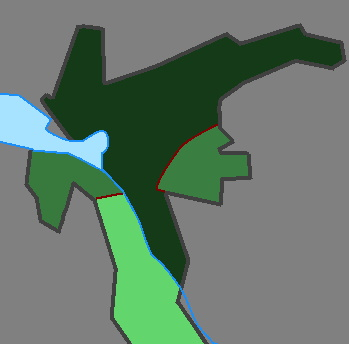
Карта мікрорайонів Інкермана
Центр, Мартинівка (Мартинівська балка), Інкерманський печерний монастир, Залізничне (Нафтобаза)
Гірське
Селище ТЕЦ, Зелена гора
Октябрське

Основні напрямки — Сімферопольське шосе, вул. Менжинського. Переважно забудоване будинками 50-х та 60-х років XX століття.
Райони міста:
- Центр
- Селище ТЕЦ (ГРЕС)
- Гірське
- Мартинівка (Мартинівська балка)
- Інкерманський печерний монастир
- Зелена гора
- Залізничне (Нафтобаза)
- Мекензієве лісництво
- Першотравнева балка

## Історія

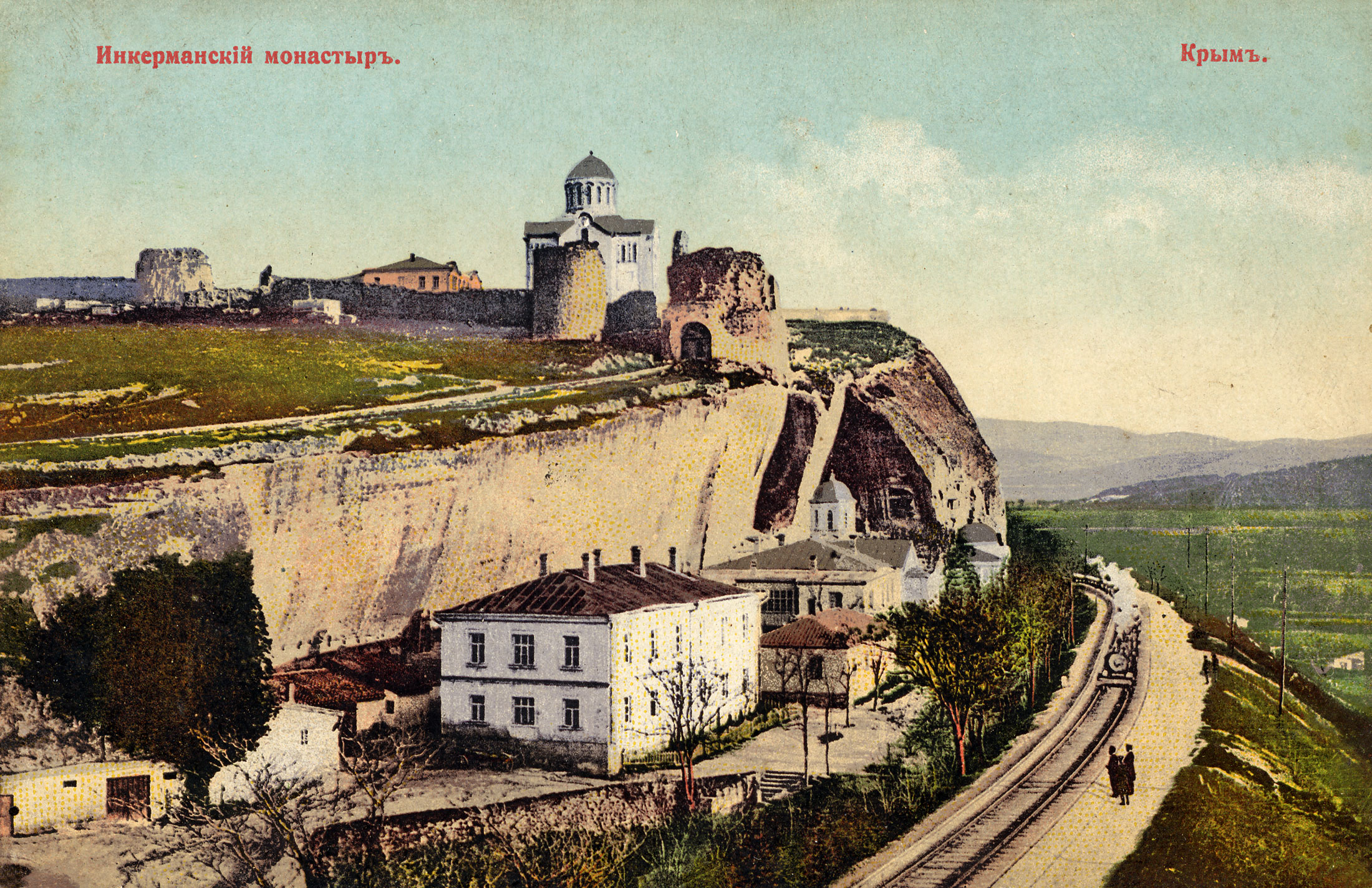
Інкерманський печерний монастир

На місці сучасного Інкермана в давнину існували поселення таврів. На їхньому місці понтійський полководець Діофант заснував місто, яке на честь свого володаря Мітрідата VI Євпатора назвав Євпаторією (Євпаторіоном). Населення Євпаторії було переважно грецьким.
У римські часи місцева фортеця мала назву Ктен. На початку нашої ери околиці Ктена були відомі насамперед каменоломнями. Існують перекази про заслання сюди імператором Марком Ульпієм Траяном римського єпископа (папи) Климента I, який і загинув у цих місцях мученицькою смертю (утоплений у морі), та про ув'язнення тут у VII столітті папи Мартина I.
У VI столітті фортеця була відома вже як Каламіта і перетворилася на візантійсько-херсонеський форпост. Під її захистом був заснований православний монастир.
У XIV—XV століттях фортеця стала морською базою князівства Феодоро. При Олексії I у 1427 році фортеця була оновлена — для захисту торговельного порту Авліта.
Від 1475 року місто перебувало під контролем Османської імперії. Саме турки надали йому назву Інкерман.
У 1783 разом зі всім Кримом приєднаний до Російської імперії. У 1820—1821 роках тут побудовано два маяки, найвищі в країні. З історії Кримської війни 1853—1856 відома Інкерманська битва, що відбулася 5 листопада (24 жовтня) 1854 року. Тоді російська армія зробила спробу скинути війська союзників у море та деблокувати Севастополь. Попри загальну невдачу, севастопольці тоді виграли час, аби укріпити місто.
Під час радянсько-німецької війни у 1942 р. більшовики під час відступу підірвали штольні поблизу Інкермана, де був розташований підземний госпіталь, внаслідок чого загинуло багато людей.

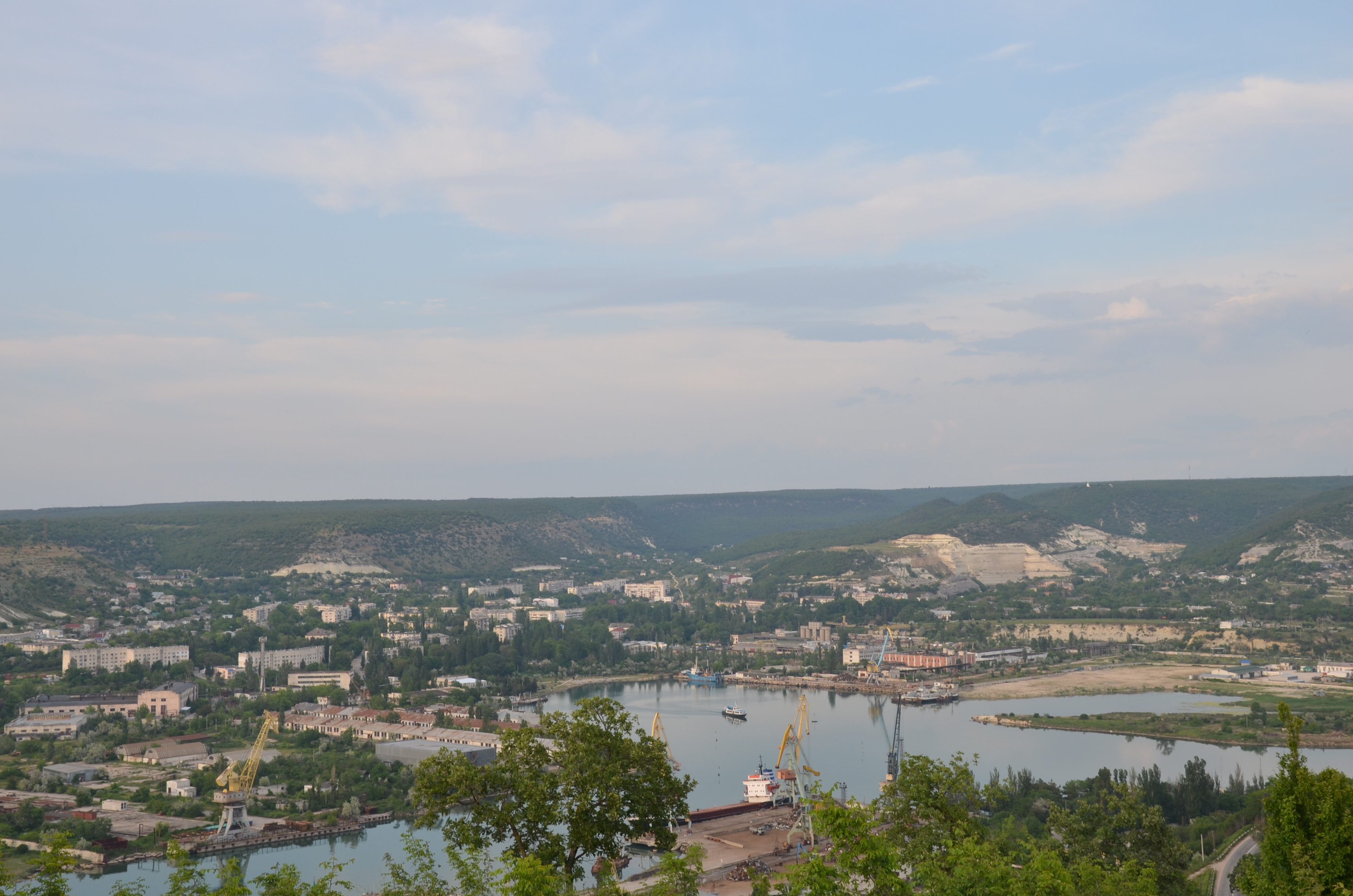
Вид на Інкерман з південної сторони Севастопольської бухти

В XIX-XX століттях Інкерман розвивався в орбіті Севастополя (з інкерманського білого каменю останній первісно і будувався). Статус міста Інкерман отримав 6 січня 1976 року під назвою Білокам'янськ. У 1991 році місту була повернена його історична назва.

## Населення
| українці | росіяни | білоруси |
| -------- | ------- | -------- |
| 20,71 %  | 73,0 %  | 1,29 %   |

| 1979   | 1989   | 2001   | 2014   |
| ------ | ------ | ------ | ------ |
| 10 743 | 12 442 | 10 628 | 12 028 |

### Мовний склад
Рідна мова населення за даними перепису 2001 року:
| Мова              | Чисельність, осіб | Доля    |
| ----------------- | ----------------- | ------- |
| Російська         | 9 529             | 91,17 % |
| Українська        | 547               | 5,23 %  |
| Кримськотатарська | 25                | 0,24 %  |
| Білоруська        | 15                | 0,14 %  |
| Румунська         | 9                 | 0,09 %  |
| Вірменська        | 6                 | 0,06 %  |
| Польська          | 2                 | 0,02 %  |
| Інші/Не вказали   | 319               | 3,05 %  |
| Разом             | 10 452            | 100 %   |

## Визначні пам'ятки
- Печерний монастир (датування печер можливі від VII-IX століттям, до XV століття; інші споруди належать XIX століттю; Свято-Климентьєвський Інкерманський чоловічий монастир);
- Руїни фортеці Каламіта (XV століття);
- Печерні міста Інкермана.

## Транспорт
Через місто проходить залізниця Сімферополь—Севастополь (станція Інкерман-1).
Курсують автобуси до Севастополя та катери до Графської пристані.

## Підприємства
- Інкерманський завод марочних вин